# Drymophloeus oliviformis
Drymophloeus oliviformis é uma espécie de angiospermas da família Arecaceae.
Apenas pode ser encontrada na Indonésia.
Está ameaçada por perda de habitat.